# Championnat du Chili de football 2019
Navigation
Saison précédente Saison suivante
La saison 2019 du Championnat du Chili de football est la quatre-vingt-neuvième édition du championnat de première division au Chili. 
L'ensemble des équipes est regroupé au sein d'une poule unique où elles affrontent les autres clubs deux fois. Le vainqueur, son dauphin, le troisième et le vainqueur de la coupe du Chili se qualifient pour la Copa Libertadores 2020. Les équipes classées de la 4e à la 7e place sont qualifiées pour la Copa Sudamericana 2020.
Le Club Deportivo Universidad Católica est le tenant du titre.
À la suite des manifestations au Chili, le championnat est suspendu à la mi-octobre. Après un essai de redémarrage fin novembre, une seule rencontre sera jouée, la fédération arrête la compétition, l'Universidad Católica étant à la tête du classement lors de l'arrêt est déclaré champion du Chili et aucune relégation sera effectuée. La saison prochaine le championnat passe à 18 équipes.

## Les clubs participants
- Colo Colo
- Universidad Católica
- CF Universidad de Chile
- Club de Deportes Iquique
- Club de Deportes Antofagasta
- Club Deportivo Huachipato
- Club Deportivo O'Higgins
- Provincial Curicó Unido
- Unión Española
- Audax Italiano
- Club Deportivo Palestino
- CD Cobresal  - Promu de D2
- Unión La Calera
- CD Universidad de Concepción
- CD Coquimbo Unido  - Promu de D2
- CD Everton Viña del Mar

## Compétition
Le barème utilisé pour établir le classement est le suivant :
- Victoire : 3 points
- Match nul : 1 point
- Défaite : 0 point

### Classement
| Rang | Équipe                       | Pts | J  | G  | N  | P  | Bp | Bc | Diff |
| ---- | ---------------------------- | --- | -- | -- | -- | -- | -- | -- | ---- |
| 1    | Universidad CatólicaT        | 53  | 24 | 16 | 5  | 3  | 44 | 14 | +30  |
| 2    | Colo-Colo                    | 40  | 24 | 11 | 7  | 6  | 37 | 30 | +7   |
| 3    | Club Deportivo Palestino     | 38  | 24 | 10 | 8  | 6  | 42 | 31 | +11  |
| 4    | Unión La Calera              | 37  | 25 | 10 | 8  | 6  | 42 | 31 | +11  |
| 5    | CD Coquimbo UnidoP           | 34  | 24 | 8  | 10 | 6  | 29 | 27 | +2   |
| 6    | Club Deportivo Huachipato    | 34  | 24 | 9  | 7  | 8  | 31 | 30 | +1   |
| 7    | Audax Italiano               | 34  | 24 | 10 | 4  | 10 | 35 | 35 | 0    |
| 8    | Club Deportivo O'Higgins     | 34  | 24 | 10 | 4  | 10 | 34 | 35 | -1   |
| 9    | Unión Española               | 34  | 25 | 10 | 4  | 11 | 32 | 35 | -3   |
| 10   | CD CobresalP                 | 34  | 25 | 10 | 4  | 11 | 31 | 39 | -8   |
| 11   | CD Everton Viña del Mar      | 29  | 24 | 7  | 8  | 9  | 21 | 24 | -3   |
| 12   | Club de Deportes Antofagasta | 27  | 24 | 7  | 6  | 11 | 34 | 35 | -1   |
| 13   | Provincial Curicó Unido      | 26  | 24 | 6  | 8  | 10 | 36 | 43 | -7   |
| 14   | Club de Deportes Iquique     | 25  | 25 | 6  | 7  | 12 | 23 | 40 | -17  |
| 15   | CF Universidad de Chile      | 24  | 24 | 4  | 12 | 8  | 32 | 38 | -6   |
| 16   | CD Universidad de Concepción | 23  | 24 | 5  | 8  | 11 | 23 | 35 | -12  |

|  | Qualification pour la Copa Libertadores 2020                              |
|  | Qualification pour le tour préliminaire de la Copa Libertadores 2020      |
|  | Qualification pour la Copa Sudamericana 2020                              |
|  | Relégation en Primera B                                                   |
|  | T : Tenant du titre C : Vainqueur de la Copa Chile P : Promu de Primera B |

- Championnat arrêté en cours de saison, aucun club relégué.
- Universidad de Chile est qualifié pour les qualifications de la Copa Libertadores 2020 en tant que finaliste de la Copa Chile, le vainqueur de la coupe Colo-Colo étant déjà qualifié par le biais du championnat.

## Bilan de la saison
| Championnat du Chili de football 2019 |                                     |
| Champion                              | Universidad Católica (14e titre)    |
| Coupes et trophées                    |                                     |
| Vainqueur de la Coupe du Chili 2019   | Colo-Colo                           |
| Qualifications continentales          |                                     |
| Copa Libertadores 2020                | Universidad Católica                |
| Copa Libertadores 2020                | Colo-Colo                           |
| Copa Libertadores 2020                | Club Deportivo Palestino            |
| Copa Libertadores 2020                | Universidad de Chile                |
| Copa Sudamericana 2020                | CD Coquimbo Unido                   |
| Copa Sudamericana 2020                | Club Deportivo Huachipato           |
| Copa Sudamericana 2020                | Audax Italiano                      |
| Promotions et relégations             |                                     |
| Promus en Primera División            | Club de Deportes Santiago Wanderers |
| Promus en Primera División            | Club de Deportes La Serena          |
| Relégués en Primera B                 | aucun                               |